# Stephen Dorff
Stephen Dorff est un acteur américain, né le 29 juillet 1973 à Atlanta, en Géorgie (États-Unis).

## Biographie
Stephen Hartley Dorff Jr. commence sa carrière à l'âge de quatorze ans dans un petit film d'horreur The Gate. Il joue ensuite dans diverses séries télévisées américaines comme Roseanne ou Mariés, deux enfants.
Au début des années 1990, il commence à percer en tant que jeune premier du cinéma Hollywoodien. En 1994, il joue le rôle de Stuart Sutcliffe, le « cinquième Beatles » dans le film Backbeat : Cinq Garçons dans le vent.
En 1997, il interprète l'un des premiers rôles du film Blood and Wine face à Jack Nicholson et Jennifer Lopez.
Son rôle le plus connu reste probablement celui de Deacon Frost  face à Wesley Snipes dans Blade en 1998.
Sa carrière s'essouffle quelque peu au début des années 2000, il tourne quelques DTV (Direct To Video) et joue, en 2008, le rôle-titre dans la série télévisée franco-canadienne XIII : La Conspiration. En 2010, Sofia Coppola le choisit pour le rôle principal de Somewhere.
En 2019, il tient l'un des rôles principaux de la troisième saison de la série True Detective dans lequel il incarne Roland West, l'un des deux policiers chargés d'enquêter sur le meurtre d'un enfant et la disparition de la sœur de ce dernier. Pour l'acteur, il s'agit du meilleur rôle de sa carrière,, relancée grâce à la série.

## Divers
En 1993, il joue avec Alicia Silverstone dans le clip Cryin' du groupe Aerosmith.
En 2004, il apparaît dans le clip Everytime de Britney Spears.

## Filmographie

### Cinéma

#### Années 1980
- 1987 : The Gate de Tibor Takács : Glen

#### Années 1990
- 1992 : La Puissance de l'ange (The Power of One) de John G. Avildsen : P.K à 18 ans
- 1993 : An Ambush of Ghosts d'Everett Lewis : George Betts
- 1993 : La Nuit du Jugement (Judgment Night) de Stephen Hopkins : John Wyatt
- 1993 : L'Équipée infernale (Rescue Me) de Arthur Allan Seidelman : Fraser Sweeney
- 1994 : Backbeat : Cinq Garçons dans le vent d'Iain Softley : Stuart Sutcliffe
- 1994 : S.F.W. de Jefery Levy : Cliff Spab
- 1995 : Les Cent et Une Nuits de Simon Cinéma de Agnès Varda : Un acteur muet à Hollywood
- 1995 : Les Péchés mortels (Innocent Lies) de Patrick Dewolf : Jeremy Graves
- 1995 : Reckless de Norman René : Tom Jr
- 1996 : I Shot Andy Warhol de Mary Harron : Candy Darling
- 1996 : Blood and Wine de Bob Rafelson : Jason
- 1996 : Space Truckers de Stuart Gordon : Mike Pucci
- 1997 : City of Crime de John Irvin : Skip Kovich
- 1998 : Blade de Stephen Norrington : Deacon Frost
- 1999 : Entropy de Phil Joanou : Jake

#### Années 2000
- 2000 : Cecil B. Demented de John Waters : Cecil/Sinclair
- 2002 : Les Voyous de Brooklyn (Deuces Wild) de Scott Kalvert : Leon
- 2002 : Riders de Gérard Pirès : Slim
- 2002 : Terreur.point.com de William Malone : Mike Reilly
- 2003 : Mafia rouge (Den of Lions) de James Bruce : Mike Varga
- 2003 : La Gorge du diable (Cold Creek Manor) de Mike Figgis : Dale Massie
- 2004 : Everytime, video-clip de Britney Spears
- 2005 : Alone in the Dark de Uwe Boll : Richard Burke (DTV)
- 2005 : Tennis, Anyone...? de Donal Logue : T.C. Jackson
- 2005 : Shadowboxer de Lee Daniels : Clayton (DTV)
- 2006 : Calibre 45 de Gary Lennon : Reilly
- 2006 : World Trade Center de Oliver Stone : Scott Strauss
- 2007 : Terreur au 13e étage (Botched) de Kit Ryan : Ritchie (DTV)
- 2007 : The Passage de Mark Keller : Luke (DTV)
- 2008 : Félon de Ric Roman Waugh : Wade Porter (DTV)
- 2009 : Black water transit de Tony Kaye : Nicky (DTV)
- 2009 : Public Enemies de Michael Mann : Homer Van Meter

#### Années 2010
- 2010 : Somewhere de Sofia Coppola : Johnny Marco
- 2011 : Bucky Larson : Super star du X (Bucky Larson: Born to Be a Star) de Tom Brady : Dick Shadow
- 2011 : Les Immortels de Tarsem Singh : Stavros
- 2011 : Carjacked de John Bonito : Roy
- 2012 : Kidnapping (Brake) de Gabe Torres : Jeremy Reins (DTV)
- 2012 : La Mort en sursis (Tomorrow You're Gone) de David Jacobson : Charlie Rankin (DTV)
- 2012 : Rites of Passage de W. Peter Iliff : Nash (DTV)
- 2013 : Officer Down de Brian A. Miller : Callahan (DTV)
- 2013 : The Motel Life d'Alan et Gabe Polsky : Jerry Lee Flannigan
- 2013 : The Iceman d'Ariel Vromen : Joey Kuklinski
- 2013 : Zaytoun d'Eran Riklis : Yoni
- 2013 : Dans la tête de Charles Swan III de Roman Coppola : Stephen
- 2014 : Oliver's Deal de Barney Elliott : Oliver (DTV)
- 2014 : Heartstroke d'Evelyn Purcell : Paul O'Malley
- 2016 : American Hero de Nick Love : Melvin
- 2017 : Albion: The Enchanted Stallion de Castille Landon (en) : Connor
- 2017 : Leatherface d'Alexandre Bustillo et Julien Maury : Texas Ranger Hal Hartman
- 2017 : Sex Guaranteed de Brad et Todd Barnes : Hank
- 2017 : Wheeler de Ryan Ross : Wheeler
- 2017 : Jackals de Kevin Greutert : Jimmy Levine
- 2018 : Don't Go de David Gleeson : Ben Slater
- 2019 : Music, War and Love de Martha Coolidge : Général Huber

#### Années 2020
- 2020 : Embattled de Nick Sarkisov : Cash Boykins
- 2021 : Old Henry de Potsy Ponciroli : Ketchum
- 2021 : Traveling Light de Bernard Rose
- 2022 : Paradise City de Chuck Russell : Robbie Cole
- 2022 : The Price We Pay de Ryûhei Kitamura : Cody
- 2023 : Divinity de Eddie Alcazar : Jaxxon
- 2023 : Blood for Dust de Rod Blackhurst : Gus
- 2023 : Dead Man's Hand de Brian Skiba : Colonel Clarence T. Bishop
- 2023 : Mob Land de Nicholas Maggio : Clayton Minor
- 2024 : King of Killers de Kevin Grevioux : Robert Zane
- 2025 : Gunslingers de Brian Skiba : Thomas Keller
- 2025 : Bride Hard (en) de Simon West : Kurt

### Télévision
- 1987 : L'Affaire du golfe du Tonkin (In Love and War) : Stan Age 13
- 1988 : Roseanne : Jimmy Meltrigger
- 1988 : Mutts : Eric Gillman
- 1988 : Hiroshima Maiden : Johnny Bennett
- 1988 : The Absent-Minded Professor : Curtis
- 1988 : Quiet Victory: The Charlie Wedemeyer Story
- 1989 : I Know My First Name Is Steven : Pete
- 1989 : Do You Know the Muffin Man? : Sandy Dollison
- 1990 : Always Remember I Love You : Robert Mendham
- 1990 : A Son's Promise : Charles O'Kelley
- 1990 : What a Dummy : Tucker Brannigan (age 16)
- 1993 : Adam : Guest
- 1993 : Aerosmith: Cryin' : Boyfriend
- 1999 : Les Fugueurs (Earthly Possessions) de James Lapine : Jake Simms, Jr.
- 2006 : Operation Hadès : Jon Smith
- 2008 : Skip tracer : Skip
- 2008 : XIII : La Conspiration : XIII
- 2017-2018 : Star : Brody Dean
- 2019 : True Detective (saison 3) : Roland West
- 2020 : Deputy (en)  : Bill Hollister

## Voix françaises
| - Alexandre Gillet dans : - Mariés, deux enfants (série télévisée) - La Puissance de l'ange - Terreur.point.com - Jérémie Covillault dans : - Les Immortels - The Iceman - Paradise City - Jérôme Berthoud dans : - Les Péchés mortels - Calibre 45 - Jean-Pierre Michaël dans : - Blood and Wine - City of Crime - Boris Rehlinger dans : - XIII : La Conspiration (2008) (mini-série) - Zaytoun - Gilles Morvan dans : - Public Enemies - La Mort en sursis - Adrien Antoine, dans : - Somewhere - Bucky Larson : Super star du X | - Michelangelo Marchese dans : - Leatherface - Bride Hard (en) Et aussi - Lionel Melet dans Blade - Damien Witecka dans Cecil B. Demented - Olivier Augrond dans Riders - Nicolas Dubois dans La Gorge du diable - Damien Boisseau dans Alone in the Dark - Jérôme Pauwels dans World Trade Center - Cédric Dumond dans Terreur au 13e étage - Damien Ferrette dans Félon - Gilduin Tissier dans Star (série télévisée) - Serge Biavan dans True Detective (série télévisée) - Marc Wilhelm dans Deputy (en) (série télévisée) |